# Charlotte Römer
Charlotte Römer Paredes (* 8. Januar 1994 in Baños) ist eine ecuadorianische Tennisspielerin.

## Karriere
Römer, die im Alter von sieben Jahren das Tennisspielen begann, bevorzugt dabei laut ITF-Profil Hartplätze.
Sie spielt überwiegend Turniere auf dem ITF Women’s Circuit, bei denen sie bislang einen Einzel- und elf Doppeltitel gewonnen hat.
Seit 2014 spielt Römer für die ecuadorianische Fed-Cup-Mannschaft. Sie konnte zehn ihrer bisher 18 Fed-Cup-Partien gewinnen.

## Turniersiege

### Einzel
| Nr. | Datum              | Turnier | Kategorie   | Belag | Finalgegnerin              | Ergebnis |
| --- | ------------------ | ------- | ----------- | ----- | -------------------------- | -------- |
| 11. | 16. September 2018 | Kairo   | ITF $15.000 | Sand  | Lamis Alhussein Abdel Aziz | 6:3, 6:4 |

### Doppel
| Nr. | Datum              | Turnier                    | Kategorie   | Belag     | Partnerin                 | Finalgegnerinnen                                          | Ergebnis         |
| --- | ------------------ | -------------------------- | ----------- | --------- | ------------------------- | --------------------------------------------------------- | ---------------- |
| 1.  | 10. Juli 2014      | Getxo                      | ITF $10.000 | Sand      | Olga Sáez Larra           | Alexandra Nancarrow Olga Parres Azcoitia                  | 6:4, 7:5         |
| 2.  | 18. April 2015     | Ponta Delgada              | ITF $10.000 | Hartplatz | Maria Palhoto             | Amandine Cazeaux Katharina Hering                         | 3:6, 6:3, [10:6] |
| 3.  | 26. April 2015     | Ponta Delgada              | ITF $10.000 | Hartplatz | Maria Palhoto             | Georgina García Pérez Olga Parres Azcoitia                | 7:5, 3:6, [10:0] |
| 4.  | 29. November 2015  | Nules                      | ITF $10.000 | Sand      | Olga Sáez Larra           | Ariadna Marti Riembau Marta Sexmilo Pascual               | 6:2, 6:3         |
| 5.  | 29. Juli 2016      | El Espinar                 | ITF $10.000 | Hartplatz | Sarah-Rebecca Sekulic     | Jessika Ponchet Ioana Loredana Roșca                      | 6:2, 7:6         |
| 6.  | 12. August 2016    | Las Palmas de Gran Canaria | ITF $10.000 | Sand      | Yvonne Cavalle-Reimers    | Arabela Fernández Rabener Almudena Sanz-Llaneza Fernandez | 6:3, 6:4         |
| 7.  | 23. September 2016 | Madrid                     | ITF $10.000 | Hartplatz | Arabela Fernández Rabener | Ainhoa Atucha Gomez Maria Jose Luque Moreno               | 6:2, 2:6, [10:4] |
| 8.  | 18. November 2016  | Benicarló                  | ITF $10.000 | Sand      | Amanda Carreras           | Oleksandra Korashvili Isabelle Wallace                    | 5:7, 6:3, [10:7] |
| 9.  | 9. Dezember 2016   | Nules                      | ITF $10.000 | Sand      | Olga Sáez Larra           | Oleksandra Korashvili Laura Pigossi                       | 6:4, 6:2         |
| 10. | 10. Dezember 2017  | Nules                      | ITF $25.000 | Sand      | Olga Sáez Larra           | Cindy Burger Jana Sisikowa                                | 2:6, 6:1, [10:7] |
| 11. | 22. September 2018 | Kairo                      | ITF $15.000 | Sand      | Joelle Kissell            | Farah Abdel-Wahab Lamis Alhussein Abdel Aziz              | 7:6, 6:2         |